# Lethrinops polli
Lethrinops polli es una especie de peces de la familia Cichlidae en el orden de los Perciformes.
Los machos pueden llegar alcanzar los 14,9 cm de longitud total. Es endémico de la zona sur del lago Malaui, en África.